# Y-Diagramm

Y- oder auch Gajski-Diagramm

Das Y-Diagramm (auch als Gajski-Diagramm bekannt) beschreibt anschaulich die Sichtweisen im Hardwareentwurf, insbesondere bei der Entwicklung von Integrierten Schaltkreisen. 1983 entwickelten Daniel D. Gajski und Robert Kuhn das Entwurfsmodell. 1985 wurde es von Robert Walker und Donald Thomas verfeinert.
Nach diesem Modell erfolgt der Entwurf von Hardware in drei verschiedenen Domänen. Die Domänen sind als Achsen dargestellt und bilden ein Y. Entlang der Achsen spannen sich Abstraktionsebenen auf, die den Abstraktionsgrad der Beschreibung kennzeichnen. Äußere Schichten stellen Verallgemeinerungen dar. Innere Schichten sind Verfeinerungen.
Beim Hardwareentwurf handelt es sich zumeist um ein Top-Down-Design, bei der Verhalten, Struktur und Geometrie hinunter zu geringeren Abstraktionsebenen beschrieben werden. Der Entwickler kann sich nach dem Modell des Y-Diagramms eine der Sichtweisen aussuchen und zwischen den Sichtweisen hin- und herspringen. Im Allgemeinen ist der Entwurfsprozess auf keine bestimmte Reihenfolge im Y-Diagramm festgelegt. Ein spezifischer Entwurfsprozess wird festgelegt durch eine definierte Reihenfolge im Y-Diagramm.
- Auf Systemebene werden grundlegende Eigenschaften eines elektronischen Systems festgelegt. Zur Verhaltensbeschreibung werden Blockschaltbilder benutzt. Dabei wird von Signalen und Zeitverhalten abstrahiert. Bausteine in der Strukturdomäne sind beispielsweise CPUs und Speicher.
- Die algorithmische Ebene wird durch Beschreibungen von nebenläufigen Algorithmen (Signale, Schleifen, Variablen, Zuweisungen) festgelegt. In der Strukturdomäne sind beispielsweise Speicherzellen und ALUs wesentliche Elemente.
- Die Register-Transfer-Ebene ist eine Abstraktionsebene, auf der das Verhalten durch kommunizierende Register und Logikeinheiten beschrieben wird. Dabei sind Datenstrukturen und Datenflüsse festgelegt. In der geometrischen Sicht ist der Entwurfsschritt des Floorplanning auf dieser Hierarchieebene angesiedelt.
- Die Logikebene wird in der Verhaltenssicht durch Boolesche Gleichungen beschrieben. In der Struktursicht entspricht das der Betrachtung von Gattern und Flipflops. In der Geometriedomäne wird die Logikebene z. B. durch Standardzellen beschrieben.
- Das Verhalten auf Schaltkreisebene wird mathematisch z. B. durch Differentialgleichungen beschrieben. Entsprechungen in der Strukturdomäne sind Transistoren und Kondensatoren bis hin zu Kristallgittern. In der geometrischen Sicht bilden Masken und Layouts die Schaltkreisebene.